# Луи дьо Боналд
Луи Габриел Амбруаз дьо Боналд (на френски: Louis de Bonald) е френски публицист, виконт и политически деец, борещ се за реставрация на френската монархия.

## Живот
Боналд е роден на 2 октомври 1754 година в Мана, Франция. На млади години служи в корпуса на кралските мускетари. Противник на принципите на революциатя, той напуска Франция и се присъединява към войските на принц Конде, срещу френските войски. Скоро след това той напуска военния живот и се оттегля в Хайделберг, където се отдава на писмени занимания, плод на които е съчинението му Théorie du pouvoir politique et religieux dans la société civilisée (Теория на политическата и религиозната власт в гражданското общество, 1796). Авторът се опитва тайно да вмъкне няколко екземпляра от това съчинение във Франция, но те биват конфискувани и унищожени по заповед на Директорията. През 1802 г. се появява отново в духа на традиционализма другото му основно съчинение Législation primitive (Първобитно законодателство), което прославя името на автора между привържениците на старата наредба и в което, според автора, истината стои на първо място, тъй както краля стои начело на войските си във военно време. Това съчинение много се харесва на Наполеон и той назначава автора за съветник в същия този имперски университет, който Боналд често атакува. Освен посочените две съчинения, той написва в 1818 г. Recherches philosophiques (Философски изследвания). Реставрацията дава въцможност на Луи дьо Боналд да приложи на практика своите съчинения и той става един от най-ярките и крепители. Като депутат, член на Камарата (1815 – 1822), той гласува за всички реставрационни мерки. През 1822 той е назначен за министър на държавата и председателства цензурната комисия. Произнася се особено в полза на министерството на народната просвета, защото според него това министерство по-лесно може да спъва разпространението на образованието, което не е толкова нужно на народа, на който правителството трябва да осигури по-добър и щастлив живот. Неговите изказвания са силно консервативни и той препоръчва литературна цензура. през 1825 той говори в полза на закона за борба със светотатството, включително смъртното наказание прилагано при определени обстоятелства. Когато става ясно, че всички реакционни мерки за закрепване на престола са напразни, и когато новото либерално движение добива израз в полската революция, Боналд отказва да даде клетва на новото правителство, което е плод на тази революция, през 1830 г. се оттегля от обществения живот и прекарва остатъка от живота си в родното си място до 1840 г. когато умира на 86-годишна възраст.

## Идеи
Боналд е един от водещите автори на теократичната школа. Неговите съчинения са главно за социалната и политическа философия, и в крайна сметка се основават на един велик принцип, божествения произход на езика. Учението за говора е основата на Боналдовата философия и това учение обяснява най-важните страни на тази философия. Говорът е първобитен факт, общ за всички хора. Говорът не е основен знак, не е изкуствен продукт на човешкия ум, човек не е измислил говора, защото измислянето предполага предварително съществуване на мисълта, която би трябвало да създаде говора. А мисълта не може да предхожда говора, защото човек не може да мисли без да говори (ако не външно, то поне вътрешно), без да свързва мислите с думи, макар и да не произнася тези думи, мисълта има нужда от думи. От това следва, че говорът не може да бъде продукт на мисълта. ще рече, че говорът е нещо естествено, нещо божествено, божи дар. По един чуден начин Бог внушава на човека говора и известни идеи, той сетне ги предава от поколение на поколение чрез традиция и обучение, така щото човек е „обучено животно и се обучава в обществото“. Човекът според Боналд е по природа лош, зъл и само обществото го прави добър. Общественото състояние не може да се създаде изкуствено чрез договор, защото моралното единение не можа да бъде резултат от спогодба. Но тъкмо обществото е природно състояние на човека. Човекът само тогава е човек, когато е в общество. Затова истинска философия не е онази, която се занимава с индивидуалния човек, ами онази, която се занимава с човека в обществото, защото индивидуалния човек не е природен човек. Той различава три общества: семейно, политическо и религиозно. Всяко общество се състои от по три елемента: семейното общество се състои от баща, майка и деца. Бащата е първата причина на това общество. Бащата упражнява тази върховна власт чрез посредничеството на майката, която представлява министерството (посредника) в това общество. Детето – действието, резултатът от това общество. Властта в това общество е единна, защото я притежава бащата, тя е постоянна, защото не може да му се отнеме. Политическото общество бива или монархическо, или „полиандрическо“. В монархическото можем да различим пак три форми: кралска монархия, деспотическа монархия и изборна монархия. Най-добрата монахрия е кралската монархия, съществуваща във Франция от древни времена. Покрай монархията в която властта е причината, благородното съсловие е средството, а поданиците са резултатът съществува и демократическото управление, където трите обществени елемента са слети в един. За Боналд между монархическото и демократическото управление стои аристократическото, където има само два елемента: благородни и народ. Боналд е против представителното управление, в което „кралят притежава само сянка от власт“. „В такова управление кралят не може да има никаква инициатива за извършване на велики дела“. при религиозното общество за суверенитет се има Бог и неговите поданици съставляват цялото човечество. Суверенитетът е единен само ако принадлежи на бога, който притежава неограничената власт над всичко. Кралят ще пази клетвата пред народа само ако чувства над себе си по-висша власт, която го наблюдава. Посредникът на бога е главата на църквата, за това и църквата (католическата) е съобразена с най-добрата политическа наредба – монархическата. Според Боналд Бог е необходим за обяснение на света, който е създаден от него самия. „Този Бог е присъщ навсякъде в света“. Света е божествено творение и човешкия говор и човешкото общество и законодателството, всичко е с божия промисъл, а не продукт на човешката дейност.

## Основни съчинения
- „Теория на политическата и религиозната власт“ (1796)
- „Първичното законодателство“ (1802)